# Fitzroy-Schildkröte
Die Fitzroy-Schildkröte (Rheodytes leukops) ist eine Süßwasserschildkrötenart aus der Familie der Schlangenhalsschildkröten (Chelidae), die bisher ausschließlich im Gebiet des Fitzroy Rivers in Australien aufgefunden wurde und 1980 durch John Marshall Legler und John Robert Cann erstbeschrieben wurde.

## Beschreibung
Die Fitzroy-Schildkröte weist eine hell- bis dunkelbraune Farbe und eine Länge des Carapax von bis zu 260 mm auf. Der Carapax von frisch geschlüpften Exemplaren ist sehr gerieft (bis zu 95 mm), während ausgewachsene Tiere einen abgerundeten, weichkantigen Panzer besitzen.  Der Bauchpanzer besitzt eine hellere Färbung und verschmälert sich nach vorne und hinten hin. Der Carapax sieht für das bloße Auge netzartig aus, eigentlich befindet sich auf der Oberfläche aber eine Reihe von parallel verlaufenden Furchen mit gelegentlichen Überkreuzungen, wie sich unter geringer Vergrößerung erkennen lässt. Trotzdem ist der Panzer glatt. Die Hornschuppen sind sehr dünn, und darunterliegende Nähte in sowohl Rücken- als auch Bauchpanzer sind durch sie in den helleren Exemplaren sichtbar. Die Spezies und generell das Genus kann anhand seiner dünnen Carapaxknochen identifiziert werden. Die Oberflächen der Hälse von Rheodytes leukops sind mit vereinzelten, stumpf bis spitzen, konischen Hauttuberkeln bedeckt, die keine spezialisierten follikulären Zentren zu haben scheinen (Legler und Winokur, 1979). Die Spezies besitzt ein einzelnes Paar von Barteln auf dem Unterkiefer.

## Lebensraum
Die Fitzroy-Schildkröte wurde bisher nur im Fitzroy River und dessen Zuflüssen und Seitenarmen gefunden, in der Gegend von Rockhampton im Osten von Central Queensland. Dort lebt sie in Flussgebieten mit Süßwasser sowie ständigen, isolierten Wasserlöchern.
Als bevorzugter Lebensraum wird definitiv jedoch schnell fließendes Wasser beschrieben und Gewässer mit mittlerer Fließgeschwindigkeit und mittlerer Tiefe. Dort halten sich die Tiere auf klaren Sand- oder Kiesböden auf, mit einer Ausrichtung flussaufwärts. Oder sie verweilen an der Strömung abgewandten Seite oder gar unter Steinen. In langsamen Gewässern sind die Aufenthaltsplätze unterschiedlicher.
Jungtiere halten sich die meiste Zeit versteckt, zum Beispiel unter Steinen oder Holz, notfalls graben sie sich aber auch selber im Sand ein. Derartige Verstecke können auch von drei bis vier Tieren geteilt werden.

### Ernährung
Die Fitzroy-Schildkröte macht hauptsächlich Jagd auf land- und wasserbewohnende Insekten, Wirbellose, Krebstiere (Crustacea), Algen, Süßwasserschnecken, Würmer, Süßwasserschwämme und Wasserpflanzen wie zum Beispiel Wasserschrauben (Vallisneria). Magenspülungen haben ergeben, dass der Großteil der Ernährung aus größeren Wirbellosen und einigen Süßwasserschwämmen besteht.

## Fortpflanzung
Brutzeit ist von September bis November. Die Weibchen graben dafür nahe dem Ufer im Sand oder Kies ein Nest. Solche Nester können circa 17 cm in die Tiefe gegraben sein, sich knappe 10 m vom Fluss entfernt befinden, einen Meter über dem Wasserspiegel. Dort legen sie in einer Nacht um die 20 Eier. Pro Saison können ein oder mehrere Gelege pro Weibchen gelegt werden. Die Eier haben eine Größe von ungefähr 29 mm Länge und 21 mm Breite, was im Vergleich zu anderen Arten relativ klein ist. Bei einer Temperatur von 30° Celsius schlüpft der Nachwuchs nach nur etwa 47 Tagen, wieder in Vergleich zu anderen Arten relativ kurz.

## Besonderheiten
Bei der Fitzroy-Schildkröte findet sich eine besonders starke Form der Kloakenatmung über die Analblase. Ihre Analblase hat eine Größe von 10 cm bei 26 cm Panzerlänge. Die Kloakenkontraktion für die Atmung erfolgt 15–60 Mal pro Minute. Dank dieser Fähigkeit ist die Schildkröte in der Lage, in kühlen, fließenden Gewässern tagelang unter Wasser zu verbleiben, bis zu einer Dauer von mehr als drei Wochen.
Die Fitzroy-Schildkröte gilt als eine der schnellsten Schwimmerinnen unter den australischen Chelodininae.

## Bedrohung
Die Fitzroy-Schildkröte ist in der IUCN als bedroht (vulnerable) eingestuft.
Die größte Bedrohung stellt der Verlust von Eiern und Zerstörung der Brutstätten dar, vornehmlich durch verwilderte Schweine, Füchse und Warane. Das Alter der Population weist darauf hin, dass nur sehr wenige Schildkröten in den letzten Jahrzehnten  wohlbehalten schlüpfen konnten.
Der Bau von Wehren entlang des Fitzroy Flusses hat zudem passende Lebensräume für verschiedene Arten von Süßwasserschildkröten eingeschränkt. Die Verschmutzung der Umwelt und von Flüssen tragen ihr Übriges dazu bei.